# Postgul

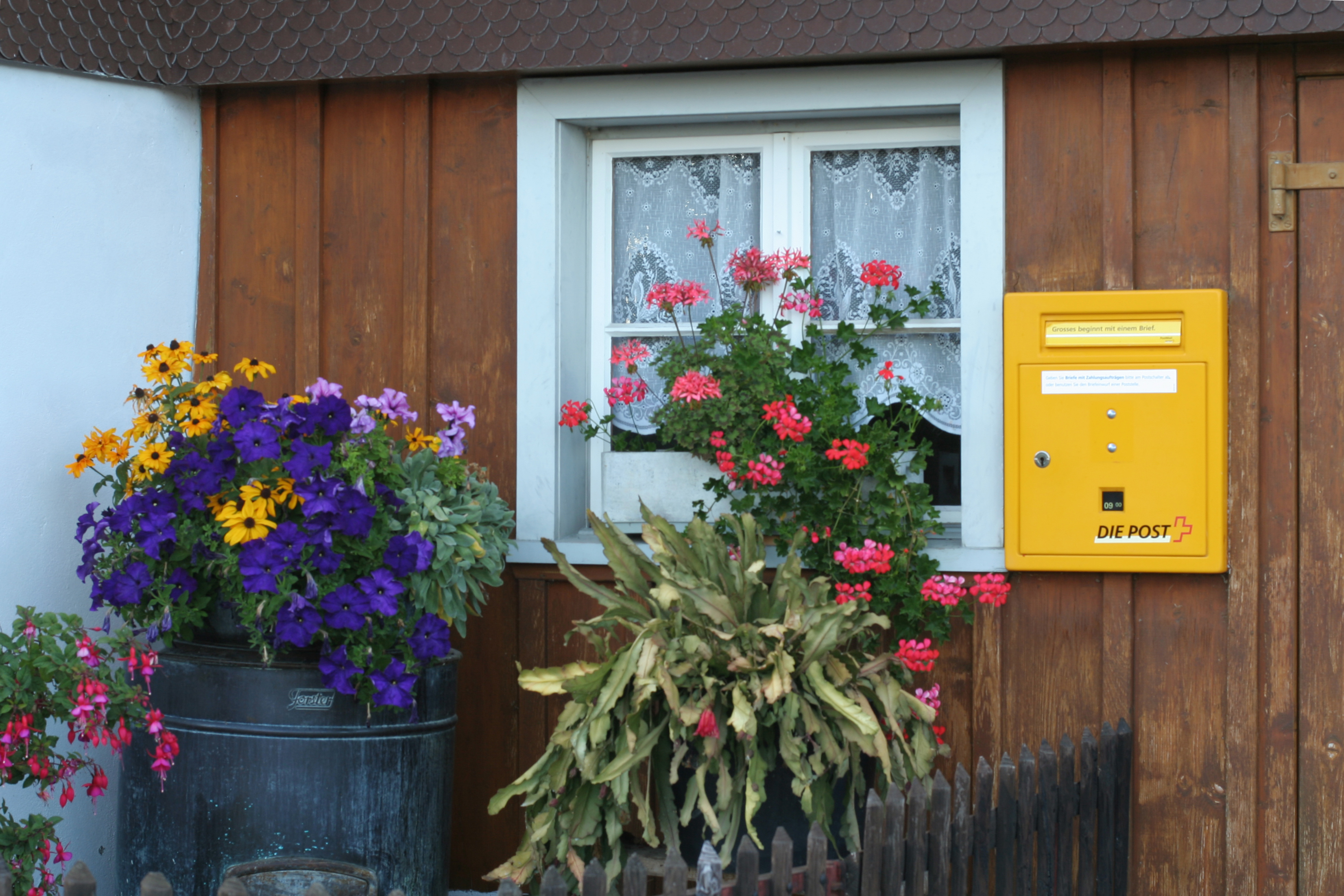

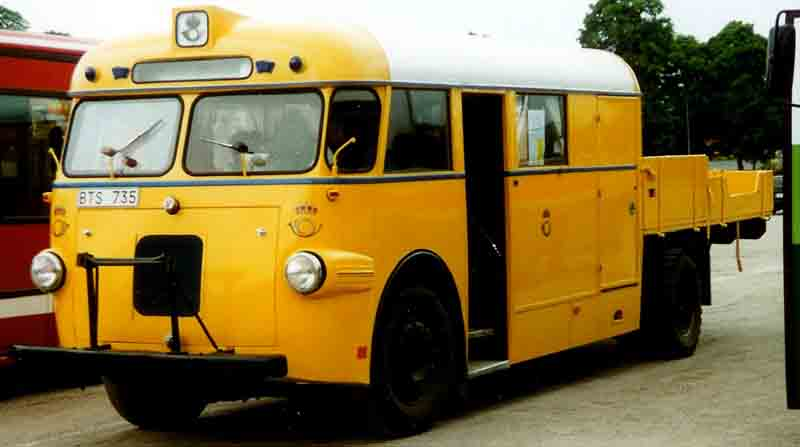
Skvaderbuss av typ Scania-Vabis 2B21 i drift inom Postverkets diligenstrafik 1959–1967

Postgul kallas den gula färg som traditionellt används av postmyndigheter i bland annat Sverige, Finland, Tyskland, Österrike och Schweiz. Färgen kommer ursprungligen från Tyska riket under kejsar Maximilian vars färger, riksfärgerna, var gult och svart. Familjen Thurn und Taxis som skapade det moderna postväsendet i Europa tog upp färgerna när man startade sin postverksamhet som bland annat innefattade kejserlig kurirpost. Senare togs den gula färgen upp av statliga postverk, däribland i Sverige. Deutsche Posts ägande av DHL har också lett till att bolaget använder sig av den gula färgen tillsammans med rött.
Den gula färgen har även spridit sig till att omfatta Gula sidorna och i Tyskland var tidigare telefonkioskerna gula då verksamheten sorterade under Deutsche Bundespost. I Tyskland, Österrike och Schweiz har postföretagen idag standardiserade gula färger (RAL) som skiljer sig åt: Tyskland använder till exempel RAL 1032 medan Schweiz använder RAL 1004 (guldgul) och Österrike RAL 1021 (rapsgul).

## Källförteckning
1. ↑  ”Warum ist die Post gelb? (Varför är Posten gul?)” (på tyska). Deutsche Post. Arkiverad från originalet den 14 maj 2008. https://web.archive.org/web/20080514045706/http://www.deutschepost.de/dpag?tab=1&skin=hi&check=yes&lang=de_DE&xmlFile=link1015255_15307.
2. 1 2  Silvana Grellmann (23 september 2021). ”Die Brüder Thurn und Taxis geben der Post ihren gelben Anstrich – vor über 500 Jahren” (på tyska). Post Medien. https://post-medien.ch/die-brueder-thurn-und-taxis-geben-der-post-ihren-gelben-anstrich-vor-ueber-500-jahren/. Läst 31 mars 2024.